# تپه امامزاده هفت امام
تپه امامزاده هفت امام مربوط به دوره هخامنشی - دوره ساسانیان است و در شهرستان بویین زهرا، روستای هفت صندوق واقع شده و این اثر در تاریخ ۳ بهمن ۱۳۷۹ با شمارهٔ ثبت ۳۰۲۶ به‌عنوان یکی از آثار ملی ایران به ثبت رسیده است.